# Heerlijkheid Landser
Landser was een heerlijkheid in de Elzas.
Aan het eind van de dertiende eeuw wist Rooms-koning Rudolf van Habsburg ten koste van de abdij Murbach het gebied rond Landser te verwerven. Rudolf IV van Oostenrijk werd in 1358 in een acte als heer van Landser vermeld. De heerlijkheid maakte deel uit van Voor-Oostenrijk.
In de volgende jaren werd de heerlijkheid meermalen verpand. Om te beginnen in 1406 aan Munch van Landscron. Oostenrijk loste het pand pas in 1450 in. Een tweede verpanding was kort daarna aan Thuring van Hallweil. Later volgde een verpanding aan twee personen: Jan Truchsess van Wolhausen en Hendrik Graaf van Thierstein. Na de dood van de graaf van Thierstein in 1519 kocht Truchsess van Wallhausen zijn erfgenamen uit en hij werd daardoor de enige bezitter van het pand. In 1529 kwam het pand aan graaf Gabriel van Ortenburg. Ten slotte werd het pand op 15 september 1568 door Oostenrijk ingelost.
Tijdens de Dertigjarige Oorlog werd de Elzas bezet door Frankrijk. In 1645 beleende Lodewijk XIV van Frankrijk de broers Bartholomeus en Jan Hendrik Herwart met de heerlijkheid. Deze broers waren afkomstig uit Augsburg en waren in 1632 met het Zweedse leger in de Elzas mee gekomen. 
Het verdrag van Münster in 1648 kende de bezittingen van Oostenrijk in de Elzas toe aan Frankrijk, zodat de door Frankrijk geschapen situatie bleef bestaan. In 1716 vererfde de heerlijkheid van de familie Herwart aan Jan Frederik de la Tour.